# Clerke (Mondkrater)
Clerke ist ein kleiner Einschlagkrater nahe dem östlichen Ufer Teil des Mare Serenitatis auf dem Mond. Der annähernd kreisförmige, tassenförmige Krater liegt in der Mitte eines als Rimae Littrow bezeichneten Systems von Rillen, das nach dem östlich gelegenen Littrow-Krater benannt ist. Er hat eine relativ hohe Albedo.
In einem südöstlich des Kraters gelegenen Tal befindet sich der Landeplatz von Apollo 17.
Vor seiner Umbenennung durch die Internationale Astronomische Union (IAU) im Jahre 1973 wurde Clerke als Littrow B bezeichnet.
Nördlich von Clerke liegt die Kraterkette Catena Littrow.
Benannt wurde der Krater nach Astronomin Agnes Mary Clerke.